# Bam Bam
"Bam Bam" é uma canção da cantora cubana-mexicana Camila Cabello, gravada para seu terceiro álbum de estúdio, Familia (2022). Conta com a participação do cantor britânico Ed Sheeran. Foi lançada através da Epic Records como o segundo single do álbum em 4 de março de 2022, um dia após o seu 25º aniversário. "Bam Bam" é uma canção pop de inspiração tropical com um refrão de reggaeton e um refrão de salsa-infusa. Marca a segunda colaboração entre Cabello e Sheeran, após o single de Sheeran, "South of the Border", que também contém a rapper norte-americana Cardi B, do álbum de Sheeran, No.6 Collaborations Project (2019).

## Lançamento e promoção
Em 6 de fevereiro de 2022, Cabello postou um vídeo dela sentada em um carro e dublando a letra de "Bam Bam". Ela anunciou a canção em 21 de fevereiro de 2022, referindo-se a Sheeran como "uma das minhas pessoas e artistas favoritos de todos os tempos". Seis dias depois, ela compartilhou outro trecho no aplicativo de compartilhamento de vídeos TikTok, que a viu cantando em inglês e espanhol. Em 2 de março, Cabello e Sheeran postaram uma provocação conjunta no Instagram.

## Videoclipe
O videoclipe de "Bam Bam", dirigido por Mia Barnes, foi lançado em 4 de março de 2022.

## Faixas e formatos
| Download digital / streaming |                              |         |  |
| N.º                          | Título                       | Duração |  |
| 1.                           | "Bam Bam" (feat. Ed Sheeran) | 3:26    |  |

## Desempenho nas tabelas musicais

### Tabelas semanais
| Tabela musical (2022)                        | Melhor posição |
| -------------------------------------------- | -------------- |
| Canadá (Billboard AC)                        | 40             |
| Canadá (Billboard CHR/Top 40)                | 35             |
| Canadá (Billboard Hot AC)                    | 48             |
| Estados Unidos (Billboard Adult Top 40)      | 38             |
| Estados Unidos (Billboard Mainstream Top 40) | 29             |

## Histórico de lançamento
| Região         | Data               | Formato(s)                 | Gravadora | Ref.   |
| -------------- | ------------------ | -------------------------- | --------- | ------ |
| Várias         | 4 de março de 2022 | Download digital streaming | Epic      | [ 6 ]  |
| Itália         | 4 de março de 2022 | Rádios pop                 | Sony      | [ 12 ] |
| Estados Unidos | 7 de março de 2022 | Rádios adult contemporary  | Epic      | [ 13 ] |
| Estados Unidos | 8 de março de 2022 | Rádios pop                 | Epic      | [ 14 ] |